# 肉丸

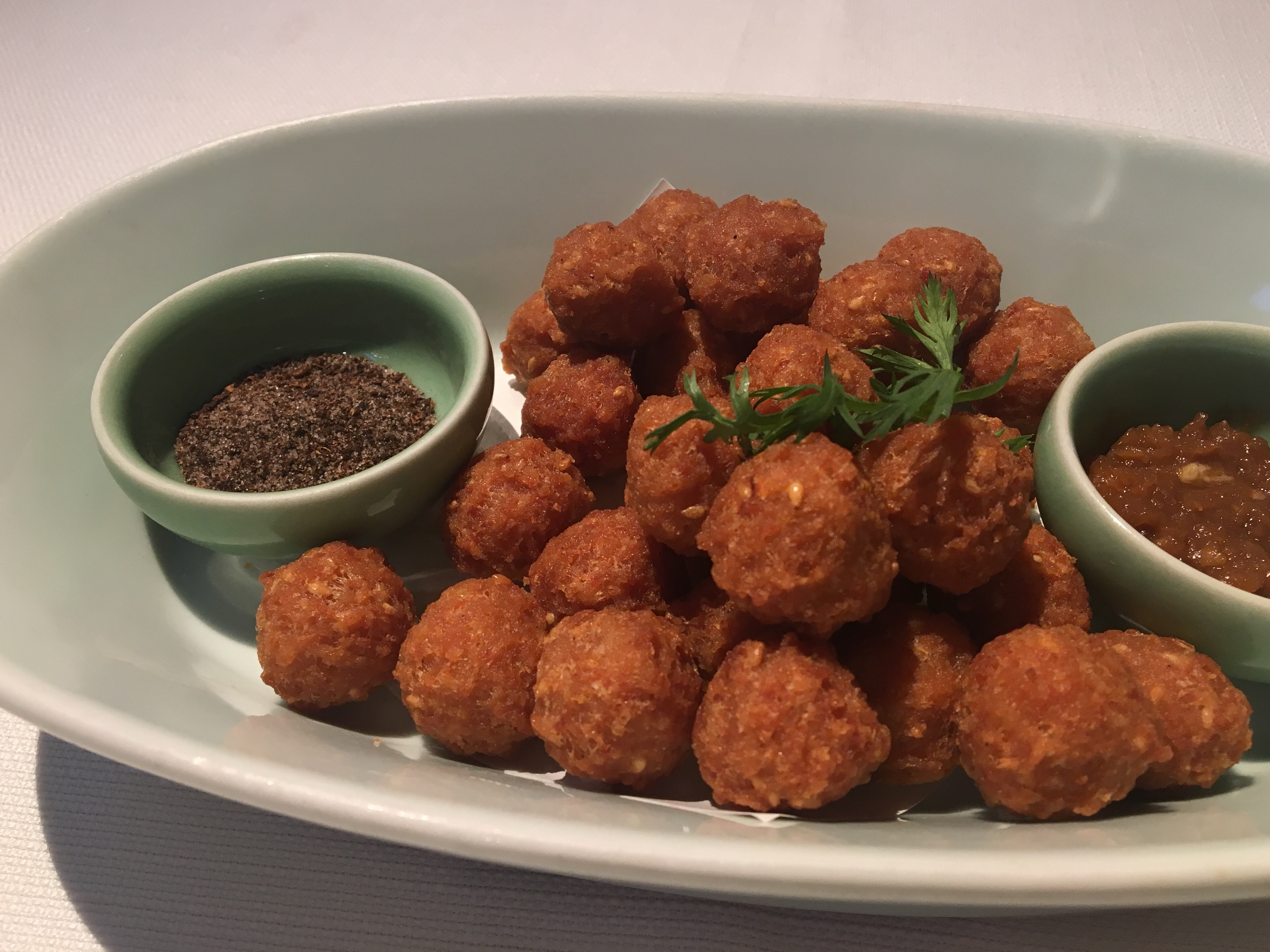
乾炸小丸子

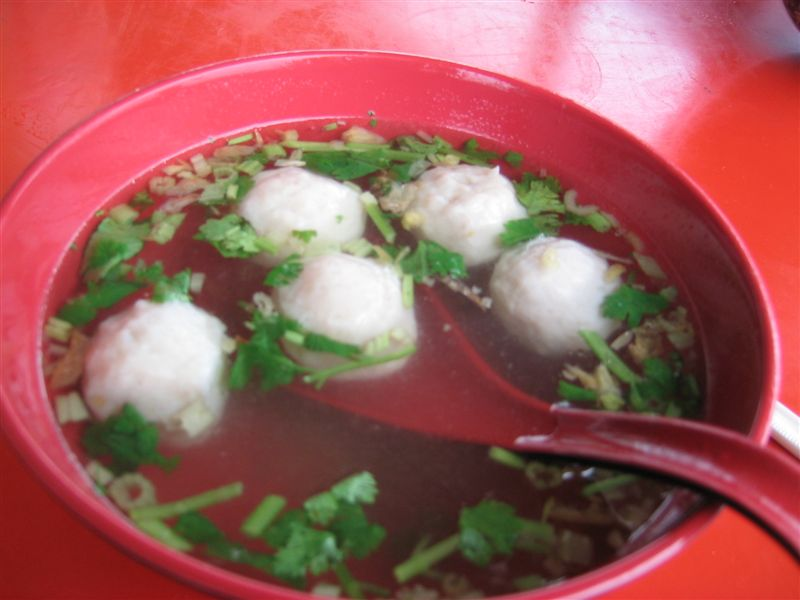
豬肉貢丸湯

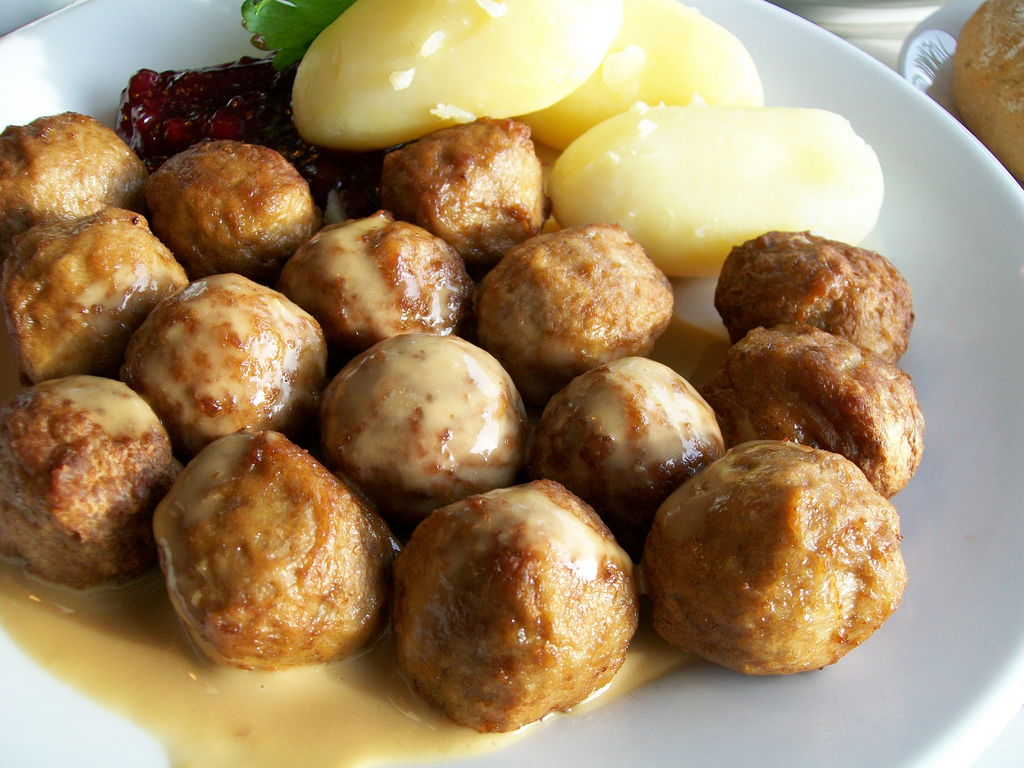
瑞典肉丸

肉丸泛指以切碎了的肉類為主而做成的球形食品，在世界各地都有不同特色的肉丸製法，例如西方國家的有些種類的肉丸會混有麵包碎、洋蔥、香料或雞蛋。中餐中有很多肉丸類的食品，如獅子頭或貢丸。

## 世界各地的肉丸
- 獅子頭
- 魚丸
- 墨魚丸
- 牛肉丸
- 山竹牛肉球
- 肉團子
- 瑞典肉丸（Köttbullar）在各地的宜家傢具大部份分店的食堂都有售買，是一種瑞典的傳統美食。
- 貢丸
- 花枝丸